# Emmanuel Cerda
Emmanuel Cerda Martínez (ur. 27 stycznia 1987 w San Luis Potosí) – meksykański piłkarz występujący na pozycji napastnika, reprezentant Meksyku.
Jest synem Manuela Cerdy i bratem Guillermo Cerdy, innych meksykańskich piłkarzy.

## Kariera klubowa
Cerda jest wychowankiem drużyny Tigres UANL z siedzibą w mieście Monterrey. W meksykańskiej Primera División zadebiutował 1 kwietnia 2006 w spotkaniu z Tecos UAG (0:0) podczas rozgrywek Clausura. Swojego pierwszego gola w najwyższej klasie rozgrywkowej zdobył 7 sierpnia 2006, również w spotkaniu z Tecos (2:1).
W 2009 roku został wypożyczony do peruwiańskiego klubu Universitario de Deportes. Tam trenował go szkoleniowiec Juan Reynoso, który przez większość swojej kariery zawodniczej występował w ojczyźnie Cerdy. Ze stołecznym klubem wychowanek Tigres wywalczył tytuł mistrzowski podczas Campeonato Descentralizado 2009. W lidze peruwiańskiej Cerda zdobył 4 gole w 9 meczach.
Latem 2010 Cerda został wypożyczony do drużyny mistrza Meksyku, Deportivo Toluca. Tutaj spędził rok, rozgrywając dla Toluki 20 ligowych spotkań, w których strzelił 5 goli

## Kariera reprezentacyjna
W dorosłej reprezentacji Meksyku Cerda zadebiutował za kadencji selekcjonera Hugo Sáncheza, 22 sierpnia 2007 w przegranym 0:1 spotkaniu towarzyskim z Kolumbią.